# Josiah Hasbrouck

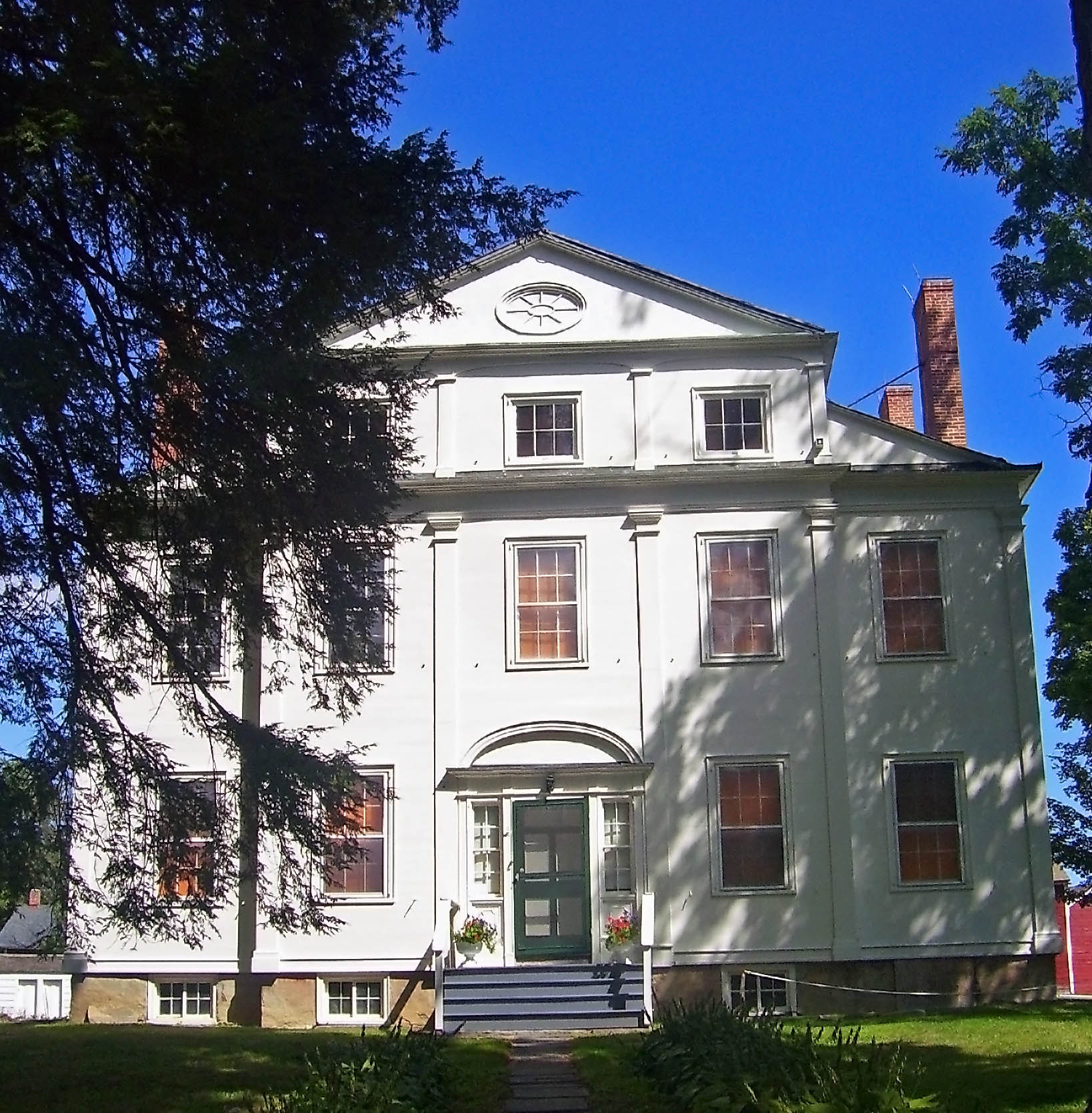
Locust Lawn, Hasbrouck's Haus

Josiah Hasbrouck (* 5. März 1755 in New Paltz, Provinz New York; † 19. März 1821 bei Plattekill, New York) war ein US-amerikanischer Politiker. Er vertrat zwischen 1803 und 1805 sowie zwischen 1817 und 1819 den Bundesstaat New York im US-Repräsentantenhaus.

## Werdegang
Josiah Hasbrouck wuchs während der britischen Kolonialzeit auf, studierte und schloss sein Vorstudium ab. Er ging gängigen Kaufgeschäften nach. Während des Unabhängigkeitskrieges diente er 1780 als Second Lieutenant im dritten Regiment der Ulster County Miliz. Nach dem Krieg war er zwischen 1784 und 1786, 1793, 1794 sowie zwischen 1799 und 1805 Town Supervisor von New Paltz. Er saß 1796, 1797, 1802 und 1806 in der New York State Assembly.
Als Gegner einer zu starken Zentralregierung schloss er sich in jener Zeit der von Thomas Jefferson gegründeten Demokratisch-Republikanischen Partei an. Am 28. April 1803 wurde er in einer Nachwahl im siebten Wahlbezirk von New York in das US-Repräsentantenhaus in Washington, D.C. gewählt, um dort die Vakanz zu füllen, die durch den Tod von David Thomas entstand. Er schied nach dem 3. März 1805 aus dem Kongress aus.
Danach war er in der Landwirtschaft tätig. Während dieser Zeit ließ er 1814 Locust Lawn auf seiner 1.000 Acre großen Farm erbauen, welches in Federal Style gestaltet war. Es steht seit 1974 auf der Liste des National Register of Historic Places.
Bei den Kongresswahlen des Jahres 1816 wurde er im siebten Wahlbezirk von New York in das US-Repräsentantenhaus wiedergewählt, wo er am 4. März 1817 die Nachfolge von Samuel R. Betts antrat. Er schied nach dem 3. März 1819 aus dem Kongress aus. Als Kongressabgeordneter hatte er den Vorsitz über das Committee on Expenditures im Außenministerium (15. Kongress).
Er verstarb am 19. März 1821 bei Plattekill und wurde dann auf dem Familienfriedhof beigesetzt, später allerdings auf den New Paltz Rural Cemetery in New Paltz umgebettet.